# Nicola Ripamonti
Nicola Ripamonti (Lecco, 11 gennaio 1990) è un canoista italiano, atleta del corpo militare della Guardia di Finanza, specializzato nella prova del K2 1000 velocità e del K4 500 velocità.

## Carriera sportiva
Nato a Ballabio in provincia di Lecco inizia la sua carriera nel 1998 a 8 anni, la sua prima società è la Società Canottieri Lecco, allenato dal tecnico Giovanni Lozza. Nel 2011 entra nel gruppo sportivo delle Fiamme Gialle (Guardia di Finanza) del quale fa ancora parte. 
Ha rappresentato l'Italia ai Giochi della XXXI Olimpiade ai Giochi olimpici di Rio de Janeiro 2016, nei concorsi del K2 1000 metri, in coppia con Giulio Dressino, e del K4 1000 metri, in squadra con Mauro Crenna, Giulio Dressino e Alberto Ricchetti, ottenendo il sesto posto nel k2 e il quattordicesimo nel k4.

## Risultati
- Giochi Olimpici Rio de Janeiro in Brasile 2016: 6 posto K2 1000 m
- Giochi del Mediterraneo Adana 2013: ORO nel K2 1000 m
- Campionati Mondiali Assoluti 2011: 8 posto K2 500 m
- Campionati Mondiali Assoluti 2014: 12 posto K4 1000 m
- Campionati Mondiali Assoluti 2015: 8 posto K2 1000 m
- Campionati Mondiali Assoluti 2011: 13 posto K4 1000 m
- Campionati Mondiali Junior 2011: 8 posto K2 500 m
- Campionati Europei Senior 2010: 15 posto K1 1000 m
- Campionati Europei Senior 2016: 9 posto K2 1000 m
- Campionati Europei Junior 2007: 6 posto K2 500 m
- Campionati Europei Junior 2007: 6 posto K2 1000 m
- Campionati Europei Under 23 2010: 1 posto K4 1000 m
- Titoli Italiani: 2006 Medaglia d'oro K2 500 m
- Titoli Italiani: 2008 Medaglia d'oro K1 500 m  + K1 maratona
- Titoli Italiani: 2009 Medaglia d'oro K1 maratona
- Titoli Italiani: 2010 Medaglia d'oro K1 maratona
- Titoli Italiani: 2011 Medaglia d'oro K1 500 m + K1 1000 m
- Titoli Italiani: 2012 Medaglia d'oro K1 500 m
- Titoli Italiani: 2012 Medaglia d'oro K4 1000 m
- Titoli Italiani: 2012 Medaglia d'oro K2 1000 m
- Titoli Italiani: 2013 Medaglia d'oro K2 5000 m
- Titoli Italiani: 2013 Medaglia d'oro K2 500 m
- Titoli Italiani: 2013 Medaglia d'oro K1 1000 m
- Titoli Italiani: 2013 Medaglia d'oro K2 1000 m
- Titoli Italiani: 2013 Medaglia d'oro K2 200 m
- Titoli Italiani: 2013 Medaglia d'oro K4 200 m
- Titoli Italiani: 2014 Medaglia d'oro K2 5000 m
- Titoli Italiani: 2014 Medaglia d'oro K4 1000 m
- Titoli Italiani: 2014 Medaglia d'oro K4 200 m
- Titoli Italiani: 2014 Medaglia d'oro K2 1000 m
- Titoli Italiani: 2014 Medaglia d'oro K2 500 m
- Titoli Italiani: 2015 Medaglia d'oro K4 5000 m
- Titoli Italiani: 2015 Medaglia d'oro K4 1000 m
- Titoli Italiani: 2015 Medaglia d'oro K2 1000 m
- Titoli Italiani: 2015 Medaglia d'oro K2 500 m
- Titoli Italiani: 2016 Medaglia d'oro K2 5000 m
- Titoli Italiani: 2016 Medaglia d'oro K4 1000 m
- Titoli Italiani: 2016 Medaglia d'oro K2 1000 m
- Titoli Italiani: 2016 Medaglia d'oro K2 500 m